# SCO gegen Linux
Unter SCO gegen Linux werden zwischen 2003 und 2010 geführte Gerichtsprozesse der SCO Group gegen IBM und andere Unternehmen verstanden, bei denen es um den Vorwurf ging, dass Quellcode, an dem SCO angeblich die Rechte besitze, widerrechtlich in den Linux-Kernel kopiert worden sei. Die Gerichte stellten jedoch fest, dass SCO das Copyright an Unix nie – wie behauptet – erworben hatte und wiesen die Klagen letztlich als unbegründet ab, worauf SCO Einspruch erhob. Darüber hinaus konnten auch keine der behaupteten Unix-Plagiate im Linux-Quellcode gefunden werden. In der Folge ging die SCO Group in Insolvenz.
Im April 2011 verkaufte die SCO Group alle Betriebsmittel an die UnXis, Inc. (die später den Namen Xinuos annahm). The SCO Group, Inc. behielt nur die Prozessrechte gegen IBM und Novell und wurde in TSG Group, Inc. umbenannt. Im August 2012 beantragte TSG Group, Inc. aus dem Gläubigerschutz in die Liquidation überführt zu werden (to Chapter 7, Title 11, United States Code), da keine vernünftige Chance zur Wiederherstellung der Geschäftstätigkeit gegeben sei. Im Juni 2013 gab Richter David Nuffer dem Antrag von SCO statt, das des Gläubigerschutzes wegen unterbrochene Verfahren wiederaufzunehmen. Ende 2017 entschied ein Berufungsgericht, dass von SCO vorgebrachte Veruntreuungsansprüche weiter verfolgt werden dürften. Stand November 2019[veraltet] ist das Verfahren weiter anhängig.

## Hintergrund
Das seit Anfang der 1990er populäre Betriebssystem Linux ist grundsätzlich freie Software und kann von jedem verändert und weitergegeben werden. Mit zunehmender Verbreitung wurde es von immer mehr Unternehmen unterstützt, was in einer Ankündigung IBMs gipfelte, rund eine Milliarde Dollar in Linux zu investieren.
IBM, das ein eigenes Unix namens AIX im Portfolio hat, fuhr das Engagement für das eigene Betriebssystem zugunsten von Linux immer mehr zurück. Kurze Zeit später wurden die ersten Stimmen aus dem Lager von SCO laut, die in Frage stellten, ob Linux sich von alleine so entwickeln konnte, oder ob dort nicht urheberrechtlich geschützter Quelltext eingeflossen wäre, der hätte lizenziert werden müssen.
Fast alle auf Linux basierenden Betriebssysteme benutzen neben dem Kernel namens Linux auch die GNU Core Utilities aus dem GNU-Betriebssystem. GNU steht für GNU's Not Unix. Der Name wurde gewählt, weil das Betriebssystem zwar unixoid sein sollte, aber sich von Unix unterscheidet, indem es freie Software ist und keinen Quelltext von Unix enthält. Die Free Software Foundation, die das GNU-Projekt verwaltet, war denn auch zuversichtlich, das Urheberrecht an GNU nachweisen zu können. Nachdem SCO nach Urheberrechtsverletzungen in GNU und im Linux-Kernel recherchieren ließ, entschied sich die Unternehmensführung, nur den Linux-Kernel juristisch anzugreifen.
Im Folgenden sind nun die daraus resultierenden Ereignisse aufgelistet.

## Chronologische Ordnung der Ereignisse

### Frühjahr 2003
März 2003 – SCO gegen IBM
- The SCO Group klagt gegen IBM wegen Verletzung angeblicher Rechte, die SCO an Unix besitzen will, und fordert 1 Milliarde US-Dollar Schadensersatz mit der Behauptung, der SMP-Code (Multiprozessor-Code) in Linux verletze die Urheberrechte von SCO. Dieser Code stammt jedoch zum größten Teil von Kernel-Entwicklern, die bei Red Hat und Intel arbeiten. Gegenüber den Arbeitgebern dieser Entwickler wurden keine Ansprüche angemeldet. IBM wies die Behauptung mit dem Argument zurück, SCO würde versuchen, die Arbeit der Open-Source-Gemeinschaft zu behindern und zu verlangsamen.
- Tarantella, die frühere „Santa Cruz Operation (SCO)“ und vormalige Inhaberin des Unix-Geschäftes, das an Caldera/SCO verkauft wurde, beteiligte sich nicht an dieser Klage. Weiterhin kündigte SCO an, die Klage wegen Verletzung von Unix-Urheberrechten auch auf verschiedene Linuxdistributoren auszudehnen.

Mai 2003 – Abmahnung gegen SCO
- In Deutschland liegt nach einer Abmahnung durch den LinuxTag e. V. vor dem Bremer Landesgericht gegen das Unternehmen eine einstweilige Verfügung vor, nach der SCO die Behauptung nicht wiederholen darf. Andernfalls droht ein Ordnungsgeld in Höhe von 250.000 €.

16. Juni 2003 – SCO entzieht IBM die Rechte an Code in AIX
- IBM habe durch die Verwendung von Code aus AIX mit dem Ziel, Unix zu zerstören, den Quellcode von SCO missbraucht und gegen die Vereinbarung mit SCO verstoßen. Aus diesem Grund würde SCO der IBM alle Rechte an der Nutzung von Quellcode auf Basis des Unix System V entziehen.

### Sommer 2003
1. August 2003 – Eben Moglen weist Vorwürfe zurück
- Eben Moglen, Professor für Recht und Rechtsgeschichte an der Columbia Law School, sowie Berater der Free Software Foundation, weist die Vorwürfe von SCO zurück. In dem Schriftstück wird darauf hingewiesen, dass SCO bisher weder Klage gegen Nutzer eingereicht noch Informationen darüber veröffentlicht habe, welcher Code möglicherweise gegen die Rechte von SCO verstößt.

5. August 2003 – SCO stellt Preise vor / Red Hat geht vor Gericht
- SCO stellt die Preise für die sogenannte Intellectual Property License for Linux vor. Eine Server-Lizenz soll bis 15. Oktober 699 US-Dollar (danach 1399 US-Dollar) je Prozessor, ein Desktop-System 199 US-Dollar kosten. Beweise für die Behauptung, dass Code aus dem Unix-Kernel nach Linux gewandert ist, legte SCO dagegen immer noch nicht vor.
- Red Hat, ein Linux-Distributor, geht gerichtlich gegen die Äußerung von SCO vor, Red Hat hätte Produkte vertrieben, die geschützten Quellcode von Unix enthalten würden. Laut Mark Webbing, dem Anwalt von Red Hat, will man mit diesem Schritt SCO davon abhalten, weiterhin unwahre Behauptungen gegenüber Red Hat Linux aufzustellen.

7. August 2003 – IBM reicht Klage ein
- IBM setzt sich zur Wehr und reicht Klage gegen SCO ein. SCO soll gegen die GNU General Public License (GPL) verstoßen und vier IBM-Patente verletzt haben. Weiterhin heißt es, SCO selbst habe Linux, das unter der GPL steht, vertrieben und damit Urheberrechte an Linux-Code aufgegeben.

8. August 2003 – Antwort von SCO / Bruce Perens Warnung
- SCO antwortet auf die Klage von IBM, es sei nur ein Versuch von IBMs falschem Linux-Geschäftsmodell abzulenken, und fordert IBM dazu auf, die Probleme zu lösen und die GPL aufzugeben. Vom Patentvorwurf ist SCO überrascht, da IBM nie irgendwelche Ansprüche erhoben hat.
- Der Open-Source-Aktivist Bruce Perens warnt auf der LinuxWorld in San Francisco vor den rechtlichen Konsequenzen, die sich für Unternehmen ergeben, die auf die Linux-Lizenz von SCO eingehen. Eine größere Gefahr als SCO wären jedoch Softwarepatente, wie sie in Europa kurz vor der Verabschiedung stünden.

11. August 2003 – Aduvas Software / Linux-Lizenz gekauft / GCC streicht Unterstützung
- Laut Software-Hersteller Aduva, bei dem Intel und IBM zu den Hauptinvestoren gehören, enthält die neueste Version der Entwickler-Software Onstage eine Funktion, die den umstrittenen SCO-Code in Red Hat- oder SuSE-Distributionen erkennen und entfernen soll. Dabei stellt sich die Frage, wie Aduva es geschafft hat, das SMP-System im Kernel auszutauschen, obwohl SCO die umstrittenen Codezeilen noch nicht einmal der Öffentlichkeit vorgestellt hat.
- SCO veröffentlicht eine Presseerklärung, nach der einer der 500 größten Konzerne eine der Linux-Lizenzen gekauft haben soll. Um welches Unternehmen es sich handelt, gibt SCO allerdings nicht bekannt.
- Die Free Software Foundation (FSF) schickt einen Patch an GCC-Entwickler Mark Mitchell, der einen Informationstext beinhaltet, in dem gedroht wird, in den kommenden Versionen die Unterstützung für SCOs Software zu streichen.

13. August 2003 – SCO kündigt Sequent
- SCO kündigt den Vertrag, durch den IBM-Tochter Sequent aus Unix System V abgeleitete Software herstellen und verkaufen durfte, mit der Begründung, dass dieser Code entgegen der Vereinbarung auch in Linux verwendet worden sei.

14. August 2003 – GPL soll ungültig sein
- SCOs Chefanwalt Mark Heise erklärt, dass die GNU General Public License (GPL) ungültig sei. Die GPL soll der US-amerikanischen Gesetzgebung über Copyright widersprechen, nach der Software-Käufern nur das Anfertigen einer Sicherheitskopie gestattet ist. Dadurch würde die GPL außer Kraft gesetzt.

15. August 2003 – Laut OSDL gibt es keine Gefahren für Linux-Anwender
- Von den Open Source Development Labs (OSDL) wird ein Papier mit Fragen und Antworten zu der rechtlichen Auseinandersetzung veröffentlicht. Dessen Autor Lawrence Rosen ist Justitiar der Open Source Initiative (OSI) und Experte für Technik- und Urheberrecht. Er bestätigt darin, dass SCO Geld von Linux-Usern verlangen kann. Aber er meint dazu auch, dass dies noch lange nicht heißt, dass man dieses auch bezahlen muss.

18. August 2003 – Bill Gates meldet sich zu Wort/Eben Moglen greift an
- Bill Gates stellt während einer Konferenz mit Analysten fest, dass Linux kein neues Betriebssystem sein soll, sondern ein UNIX-Derivat. Er hält es für unmöglich, dass Linux keinen Quellcode von Unix oder auch von Microsoft enthält. Wirkliche Innovationen für ein stabiles und sicheres System soll nur Microsoft bieten können.
- Der SCO-Anwalt Mark Heise hatte gegenüber dem Wall Street Journal behauptet, die GNU GPL, unter der auch Linux steht, sei ungültig, da sie gegen das US-amerikanische Bundesrecht verstoße (s. 14. August). Das bezeichnet Eben Moglen als leichtsinniges Argument und unprofessionellen Nonsens. Damit wäre nicht nur die GPL ungültig, sondern auch jede andere Open-Source-Lizenz wie die Apache, BSD, LGPL. Aber auch die Shared-Source-Lizenz von Microsoft sowie die Methoden dieses Unternehmens zur Verteilung des Betriebssystems Windows würden dann gegen das Gesetz verstoßen.

19. August 2003 – SCO stellt angeblich gestohlenen Quellcode vor
- Im Rahmen des SCO Forums wird angeblich gestohlener Code vorgeführt. Dabei wurden den Zuschauern ein Fragment aus UNIX-Code und Linux-Code gezeigt, die gleiche Kommentare enthielten. Der Code stammt aber aus der Datei sys/sys/malloc.c aus Unix Version 3 und soll bereits 1973 von Dennis M. Ritchie oder Ken Thompson, die damals bei AT&T arbeiteten, geschrieben worden sein. Er wurde bereits mehrfach unter die BSD-Lizenz gestellt. Die erste Veröffentlichung unter einer Non Disclosure Agreement soll laut Bruce Perens sogar bereits 1977 stattgefunden haben. Die Unix Systems Labs (ATT) hatten die Stelle 1979 unter einer BSD-ähnlichen Lizenz veröffentlicht. Auch von Caldera International wurde der Code freigegeben. Bill Broderic, der Direktor für Lizenz Services unterzeichnete eine Lizenz, nach der die Quellen der Unix-Releases V1-7 und 32V verändert und in binärer Form vertrieben werden können, ohne dass Lizenzabgaben an Caldera notwendig sind.

20. August 2003 – Offener Brief von Samba
- Die Entwickler von Samba bezeichnen die Vorgehensweise von SCO als Heuchelei, nachdem neben Beleidigungen und Angriffen gegen Open Source auf dem SCO Forum die neue Version des SCO Openservers Legend vorgestellt wurde. Er soll Java unterstützen und zur Anbindung an Windows-Rechner das Open-Source-Programm Samba benutzen, das unter der GPL steht.
- SCO erklärt gegenüber der Computer Business Review die Absicht, gegen ein Unternehmen vorzugehen, das AIX, Dynix und Linux benutzt, um ein Exempel zu statuieren.

21. August 2003 – Linus Torvalds meldet sich zu Wort
- Nach der Einschätzung von Linus Torvalds zeigt der vorgestellte Code nur einen uninteressanten Algorithmus für die Speicherverwaltung, der etwa 30 Jahre alt ist, von Ken Thompson geschrieben wurde und aus dem originalen UNIX-Quelltext und von BSD stammt. Des Weiteren wurde der Code wegen seiner Hässlichkeit bereits vor der Veröffentlichung durch SCO aus dem Linux-Kernel entfernt. Er befürwortet die Bemühungen der Szene, Einblick in die beanstandeten Quellen von SCO zu bekommen, damit die rechtlich bedenklichen Code-Fragmente entfernt werden können.

28. August 2003 – SCO muss zahlen
- Das Landgericht München I verhängt gegen die SCO Group GmbH ein Ordnungsgeld in Höhe von 10.000 Euro und wirft dem Unternehmen fahrlässiges Verhalten beim Betrieb der Unternehmens-Website vor. Auf der war noch nach der einstweiligen Verfügung die Behauptung zu lesen, dass Endanwender, die die Software Linux einsetzen, für Schutzverletzungen des geistigen Eigentums von SCO haftbar gemacht werden können. Bezahlt die SCO Group nicht, droht Geschäftsführer Hans Bayer eine Ordnungshaft von 10 Tagen.

1. September 2003 – SCO klagt doch nicht / Aufruf zum Protest
- Nach Berichten von australischen Medien plant das amerikanische Unternehmen SCO nun doch keine weiteren Unternehmen wegen Lizenz-Verstößen zu verklagen.
- Von der Electronic Frontier Foundation (EFF) werden die Linux-User dazu aufgerufen, schriftlich bei den Volksvertretern des US-amerikanischen Kongresses gegen SCO wegen Erpressung zu protestieren.

12. September 2003 – Antwort von Linus Torvalds
- Linus Torvalds beantwortete den offenen Brief von SCO-Chef Darl McBride und drückte seine Freude darüber aus, dass SCO genau wie die Linux-Entwickler der Ansicht ist, Open Source [sei] stabil und legal. Er lehnt allerdings geschäftliche Ratschläge von einem Unternehmen ab, das anscheinend sein ganzes Geld, das aus einem Linux-Börsengang stammt, verschleudert hat und mit dem US-amerikanischen Rechtssystem Lotto spielt. Verhandlungen mit McBride weist er ebenfalls zurück, da es immer noch keine Beweise für die Behauptungen SCOs gebe.

### Herbst 2003
24. September 2003 – HP schützt Linux-User
- Das Unternehmen will Benutzer von HP-Geräten mit einem Supportvertrag vor juristischen Auseinandersetzungen durch SCO schützen und die Kosten für die Verteidigung übernehmen.

27. September 2003 – IBM reicht nächste Klage gegen SCO ein
- IBM verklagt SCO wegen Verletzung des Copyright von Linux. Da SCO Linux auch nach dem Verstoß gegen die GPL (durch die Forderung von Lizenzgebühren) weiterhin vertreibe, verletze das Unternehmen das Copyright.

28. Oktober 2003 – SCO meint: GPL verstoße gegen US-Verfassung
- Nach Meinung von SCO ist das freie Betriebssystem Linux ein „Vehikel zur Vernichtung proprietärer Betriebssystem-Software.“

### Winter 2003/04
26. Januar 2004 – Der Wurm Mydoom wird registriert
- Er hat eine DoS-Attacke gegen SCO zum Ziel. SCO behauptet, der Wurm käme aus dem Open-Source-Raum und wäre zur Erpressung der Firma verwendet worden.

18. Februar 2004 – Außergerichtliche Einigung
- Zwischen Univention und SCO wird ein Vergleich abgeschlossen, der es SCO unter Strafandrohung verbietet, in Deutschland die Behauptung aufzustellen, dass Linux geistiges Eigentum von SCO enthalte.

3. März 2004 – SCO klagt gegen AutoZone und DaimlerChrysler
- SCO reicht eine Klage gegen einen großen Linuxnutzer ein. Statt, wie erwartet, eine Größe aus der IT-Branche zu nehmen, sieht sich der nach eigenen Angaben größte Autoteile-Lieferant der USA, AutoZone, mit der Klage durch die SCO konfrontiert.
- SCO reicht eine Klage gegen DaimlerChrysler ein. DaimlerChrysler hatte 1996 Unix-Systeme vom SCO-Vorgänger AT&T zur Autoentwicklung lizenziert. SCO wirft DaimlerChrysler vor, nicht belegt zu haben, dass die Software-Verträge eingehalten wurden. Laut Lizenzvertrag hätte DaimlerChrysler auf Anfrage von SCO die vertragsmäßige Nutzung belegen müssen.

### Frühjahr 2004
7. Mai 2004 – Royal Bank of Canada steigt aus
- Der Kapitalgeber Royal Bank of Canada steigt aus dem Investment in SCO aus. Damit ist einer der beiden Großinvestoren aus der Beteiligung um die mittlerweile recht angeschlagene SCO ausgestiegen. Baystar Capital wird damit zum bestimmenden Investor.

2. Juni 2004 – Baystar Capital steigt ebenfalls aus
- Der Risikokapitalgeber Baystar Capital gibt bekannt, dass es sich aus dem Investment SCO zurückzieht. Damit steigt der wichtigste Kapitalgeber von SCO aus, der vorher am meisten auf die direkte Fortführung des Prozesses gedrängt hatte.

### Sommer 2004
16. Juli 2004 – Verhandlung gegen AutoZone wird vertagt
- Die Klage gegen den amerikanischen Autoteile-Händler AutoZone wird von dem zuständigen Richter bis zum Ende des IBM-Prozesses eingestellt, wenn SCO nicht nachweisen kann, dass dies äußerst geschäftsschädigend ist. Zudem wird bekannt, dass Gregory Blepp, bis dahin Berater beim Lizenzgeschäft, sich vom Unternehmen entfernt und einen neuen Job bei einem anderen Unternehmen angenommen hat.

### Winter 2004/05
27. Dezember 2004 – Klage gegen DaimlerChrysler wird abgewiesen
- Die Klage gegen DaimlerChrysler wird von dem zuständigen Richter abgewiesen. SCO hat allerdings die Möglichkeit, die Klage noch einmal einzureichen.

20. Januar 2005 – SCO braucht mehr Material
- SCO fordert mehr Code von IBM, der durchgesehen werden müsste. Die Untersuchungsrichterin Brooke Wells kommt der Forderung nach und hat angeordnet, dass IBM an SCO den Code aller produzierten Versionen von AIX und Dynix übergeben muss. Ein Antrag auf Einblick in alle Versionskontrollsysteme wird aber vorerst abgelehnt.

24. Januar 2005 – DaimlerChrysler ist raus
- Das Berufungsgericht im Prozess zwischen SCO und DaimlerChrysler hat die Klage gegen DaimlerChrysler fallen gelassen.

26. Januar 2005 – IBM will auch mehr Material
- IBM fordert ebenfalls Einblicke in umfangreiche Code-Bestände von SCO. Diese Forderung findet SCO unzumutbar, die Richterin gibt ihr aber statt.

3. Februar 2005 – IBM bittet HP und Intel in den Zeugenstand
- IBM will von Hewlett Packard und von Intel erfahren, welche Rolle SCO bei der Portierung von Unix auf den damals sogenannten Merced-Prozessor (später Itanium) spielte.

3. März 2005 – SCO will mehr Einsicht bei IBM
- SCO verlangt mehr Einsicht in die Hardware-Konstruktionspläne von IBM. Ziel ist es, aus Änderungen des Hardwaredesign auf Änderungen des Softwaredesigns zurück zu schließen. Bei diesem Antrag greift SCO die zwischenzeitlich fallengelassene These wieder auf, dass IBM massenweise Codezeilen in Linux kopiert habe. Ebenso wirft SCO IBM vor, dass IBM in die Server von SCO eingebrochen sei, um sich Linux-Quellcode zu Eigen zu machen, der nur für Kunden von SCO gedacht gewesen sei.

4. März 2005 – Bilanzierungsprobleme bei Baystar
- Durch ein Bilanzierungs-Hickhack verzögert sich der Jahresabschlussbericht 2004 für die US-amerikanische Aufsichtsbehörde SEC. Daraufhin wurde die Aktie von SCO vom Tickersymbol SCOX in SCOXE geändert, das anzeigt, dass die Aktie vom Delisting bedroht ist.

12. März 2005 – Ralph Yarro ist neuer Mehrheitseigner von SCO
- Ein Streit um Veruntreuung von Geldern zwischen der Canopy Group und unter anderem Ralph Yarro sorgt dafür, dass alle SCO-Aktien von Canopy Group an Ralph Yarro gehen, der damit neuer Mehrheitseigner von SCO ist.

15. März 2005 – GPL-Gegner bringt Produkt mit viel freier Software
- SCO, die die GPL für ungültig erklärt hatte, veröffentlicht ein neues Serverprodukt, das über ein breites Spektrum von freier Software verfügt. Damit fährt SCO einen zweigleisigen Weg, bei dem die Lizenz, unter der das eigene Softwareprodukt teilweise steht, als ungültig erklärt wird.

### Frühjahr 2005
14. April 2005 – Schlechte Zahlen von SCO
- Bei einer Vorstellung der Quartalszahlen von SCO wird deutlich, dass die Geschäfte des Unternehmens schlecht gehen. Der Umsatz fiel im Vergleich zum Vorjahr von 11,4 Millionen US-Dollar auf 8,9 Millionen US-Dollar. Die Verluste wurden ausgeweitet und addieren sich nun auf 2,96 Millionen US-Dollar. Im Vergleich dazu hatte SCO im Vorjahr Verluste von 2,49 Millionen US-Dollar angegeben.
- Im Rahmen einer Telefonkonferenz greift SCO-Chef Darl McBride die Informationsseite Groklaw stark an, und stellt die Behauptung auf, dass Pamela Jones, die Betreiberin der Seite, eine gefälschte Identität sei. Er kündigt an, dass SCO dem nachgehen werde und bekanntgeben wird, wer die vermeintlichen Drahtzieher sein sollen.

20. April 2005 – SCO entkommt dem Delisting
- SCO gibt in einer Erklärung bekannt, dass alle fehlenden Unterlagen für den Jahresabschlussbericht nun bei der Aufsichtsbehörde vorliegen. Damit wird die Aktie von SCO wieder unter dem Kürzel SCOX geführt.

22. April 2005 – IBM muss weniger Daten herausgeben
- Untersuchungsrichterin Wells hat einem Protest von IBM stattgegeben, nach dem es zu viel verlangt wäre, wenn IBM Daten über alle 3.000 Entwickler herausgeben müsste. Nach der geänderten Verordnung muss IBM nun nur Notizen und Bemerkungen sowie die White Papers der wichtigsten 100 Entwickler herausgeben. Für weitere Informationen müsse SCO nähere Begründungen angeben.

6. Mai 2005 – IBM liefert Daten
- Bei IBM haben mehr als 400 Angestellte in einer Zeit von über 4.700 Stunden die von SCO angeforderten Dokumente zusammengestellt und SCO zur Verfügung gestellt. SCO hat damit über 80 GB Quellcode zur Verfügung gestellt bekommen, den SCO Mitarbeiter nun durchsuchen können.

10. Mai 2005 – SCO greift Groklaw an
- SCO-Sprecher Blake Stowell kündigt an, dass sein Unternehmen bald Details der angekündigten Recherchen rund um Groklaw veröffentlichen will. Groklaw ist demnach keine objektive Nachrichtenseite, sondern nur gegen SCO gerichtet.

2. Juni 2005 – Neue Quartalszahlen von SCO
- Bei der Vorstellung der Quartalszahlen gibt SCO bekannt, dass das Geschäft mit Linux-Lizenzen leicht steige. Die Einnahmen beliefen sich auf 30.000 US-Dollar gegenüber 11.000 US-Dollar im Vorjahr. Demgegenüber gesteht SCO aber ein, dass die Gewinne aus Einnahmen mit den Angeboten UnixWare und OpenServer geringer ausgefallen sind. Während im Vorjahresquartal noch 8.415.000 US-Dollar eingenommen worden waren, sind es dieses Quartal nur noch 7.838.000 US-Dollar. Daraus errechnet sich eine Quartalsbilanz mit einem Verlust von 1,96 Millionen US-Dollar. Im Vergleichszeitraum des Vorjahres waren es 14,7 Millionen US-Dollar gewesen.
- Bei der Vorstellung der Quartalszahlen gibt SCO einen Gewinn von 779.100 Dollar an, der aus dem Verkauf von Trolltech-Aktien stammt. Mit diesem Verkauf fällt die letzte Verbindung zwischen dem norwegischen Open-Source-Entwickler und SCO.
- SCO gibt bei einer Telefonkonferenz zu den Quartalszahlen bekannt, dass der Prozess gegen Autozone vermutlich fallen gelassen wird, da Autozone durch den Wechsel zu Red Hat Linux nun keinen beanstandeten Code mehr verwende.

### Sommer 2005
29. Juni 2005 – Beweisaufnahme im Prozess Novell gegen SCO
- Im Prozess um die Rechte am UNIX-Code zwischen Novell und SCO hat die Beweisaufnahme begonnen. Der zuständige Richter Dale Kimball hatte am Montag zuvor den Antrag von Novell abgelehnt, das Verfahren mit Hinweis auf den Kaufvertrag von 1995 sofort einzustellen. Die Ablehnung wurde damit begründet, dass die Beweisaufnahme der richtige Platz für solche Argumente sei und nicht ein Antrag auf Einstellung des Verfahrens.

5. Juli 2005 – SCO-Antrag auf dritte Klagelinie wird abgewiesen
- Der zuständige Richter Dale Kimball hat den Versuch von SCO, eine dritte Klagelinie gegen IBM einzuführen, abgelehnt. Damit ist der Versuch von SCO, die Benutzung von AIX beim so genannten Projekt Monterey als Lizenzbruch zu interpretieren, gescheitert. Die Begründung für den Antrag stützt sich in weiten Teilen auf die Argumentation von IBM, nach der SCO sehr wohl von diesem Einsatz Bescheid wusste, und diesen auch mit mehreren Erklärungen unterstützt habe. Somit war der Antrag nach Meinung von Kimball nur ein Versuch, das Verfahren weiter zu verzögern.
- Weiterhin hat Kimball den Termin für das Hauptverfahren auf den 26. Februar 2007 gelegt. Dies bedeutet, dass alle Voruntersuchungen und Eingaben bis zum 17. März 2006 abgeschlossen sein müssen.

8. Juli 2005 – SCO sieht Sieg in der Niederlage/Baystar aufgelöst
- In der Veröffentlichung vom 5. Juli sieht SCO trotz offensichtlicher Niederlage trotz allem einen Sieg, da der IBM-Chef Samuel J. Palmisano in New York aussagen muss, was IBM bisher strikt verweigert hatte. Der Richter stimmte dem Antrag zu, verkürzte die Sitzungszeit für die Befragung aber von 7 auf 4 Stunden.
- Die Aktie von SCO fällt weiter, da sich der Risikokapitalgeber Baystar aufgelöst hat, der noch immer ein großes Aktienpaket an SCO besitzt. Teile dieser Aktienpakete dürfen aber nur tranchenweise verkauft werden.

15. Juli 2005 – Hat SCO nie Codeverletzungen gefunden?
- Im Rahmen von Voruntersuchungen sind Dokumente veröffentlicht worden, die SCO schwer belasten. Aus einer E-Mail aus dem Jahr 2002 geht hervor, dass der Zeuge Michael Davidson frühzeitig wusste, dass in Linux kein SCO-Code zu finden sei. Die auf Groklaw veröffentlichte E-Mail wurde zur Kenntnisnahme an Darl McBride weitergeleitet; ob er sie wirklich gelesen hat, ist nicht bekannt. Aus dem Inhalt der E-Mail geht hervor, dass der auswärtige Beobachter Bob Schwartz gezielt damit beauftragt wurde, urheberrechtlich bedenklichen Code in Linux auszumachen. Die Arbeit war aber erfolglos, es konnte kein Code gefunden werden, der unter SCO-Lizenzen steht. Damit besteht für Darl McBride die Gefahr, dass er, wenn die E-Mail ihn je erreicht hat, wissentlich falsche Behauptungen aufgestellt hat, was Konsequenzen auf den Prozess gegen IBM haben würde.

30. Juli 2005 – Novell verklagt SCO.
- In einer Gegenklage wirft Novell SCO vor, zweimal einen Vertrag über den Verkauf von UnixWare gebrochen zu haben. Außerdem wirft Novell SCO Verleumdung und üble Nachrede vor, da das Unternehmen die Urheberrechte an Unix unrechtmäßig beanspruche. Die gleichen Vorwürfe hatte SCO gegen Novell in einer Klage im vergangenen Jahr erhoben, die Novell abschmetterte.

### Herbst 2005
11. November 2005 – Vorverfahren Novell gegen SCO zeichnet sich ab.
- Dieses Verfahren, vom Untersuchungsrichter David Nuffer geleitet, kann von SCO nicht verzögert werden, da kein Quellcode eingesehen werden muss. Sollte das Verfahren erfolgreich für Novell sein, wäre der Prozess SCO gegen IBM hinfällig. Parallel stellt SCO die Forderung, IBM müsse alle Entwicklungen am (nichtexistenten) Linux-Kernel 2.7 übergeben.

### Winter 2005/06
6. Januar 2006 – Neue Vorwürfe von SCO gegen Linux-Distribution.
- SCO erhebt Vorwürfe gegen den Mitbewerber Suse Linux. In der Distribution von Suse Linux soll Code von SCO enthalten sein. Beobachter glauben, SCO versuche mit dieser Strategie das Verfahren gegen Novell zu verzögern. Dies könnte sich im Zusammenhang mit United Linux, an dessen Entwicklung der SCO-Vorgänger Caldera beteiligt war, als Bumerang erweisen.

### Winter 2006/07
19. Januar 2007 – Erneuter Rückschlag für SCO
- SCO muss eine weitere Niederlage einstecken. Der letzte Vorwurf bestand darin, IBM hätte die angeblichen Beweise für die Verletzung geistigen Eigentums vernichtet und damit die Beweisführung für SCO unmöglich gemacht. Das Gericht jedoch nahm den Vertretern diesen Vorwurf nicht ab. Die Behauptungen, in Linux würde SCO-Quellcode stecken, werden mehr und mehr unglaubwürdig, und laut Novell soll SCO schon dicht an der Insolvenz stehen.

### Frühjahr 2007
24. April 2007 – Novell kann beweisen, dass das Copyright an Unix nicht verkauft wurde
- Novell kann mit Dokumenten belegen, dass das Copyright an Unix bewusst nicht verkauft wurde, um Sicherheiten für den Fall zu besitzen, dass die damalige SCO in Konkurs geht. Damit ist die Klage der SCO durch Zeugenaussagen der Juristen und den vorliegenden Dokumenten praktisch gegenstandslos.

### Sommer 2007
19. Juli 2007 – SCO verliert mehrjährige gerichtliche Auseinandersetzung gegen Linux-Unterstützer
- Der 29. Zivilsenat des Oberlandesgerichts München weist in zweiter Instanz eine Klage von The SCO Group GmbH gegen den Linux-Unterstützer Andreas Kuckartz ab. Andreas Kuckartz darf demnach öffentlich und auch gegenüber Geschäftspartnern von The SCO Group GmbH u. a. den Verdacht äußern, dass SCO Straftaten wie Kursmanipulation und Prozessbetrug begeht.

10. August 2007 – SCO verliert
- Da Novell die Rechte von UNIX niemals an SCO verkauft hat und SCO nur eine Lizenz zum Benutzen dessen erwarb, ist ein Gericht nun zu dem Schluss gekommen, dass die Klage von SCO gegenstandslos ist und Novell weiterhin die Rechte an UNIX besitzt.

31. August 2007 – SCO geht in die Berufung
- Nach Ansicht von SCO ist das Verfahren nicht vollständig durch das Rechtssystem überprüft worden. Aus diesem Grund hat SCO Berufung gegen das Urteil eingelegt.

15. September 2007 – SCO ist zahlungsunfähig
- Das Software-Unternehmen SCO ist insolvent. Das gab das Unternehmen am 14. September 2007 in Lindon (Utah County), im US-Bundesstaat Utah, bekannt. Insolvenzschutz wird nach Chapter 11, einem Abschnitt des Insolvenzrechts der USA, gesucht.

### Herbst 2007
8. Oktober 2007 – Novell beantragt Einstellung des Konkursverfahrens der SCO Group
- Vor dem zuständigen Konkursgericht in Delaware beantragt Novell die Einstellung des Konkursverfahrens gegen SCO. Ebenso soll der Konkursschutz aufgehoben werden, damit der Berufungsprozess zwischen SCO und Novell fortgesetzt wird.

28. November 2007 – Der Prozess mit Novell wird fortgesetzt
- Der Prozess um die Rechte an UNIX und der ausstehenden Lizenzzahlungen von SCO an Novell wurde fortgesetzt, der durch die drohende Insolvenz zum Erliegen kam. Da nicht klar war, welche UNIX-Rechte SCO eigentlich besitzt, ist eine Fortführung des Prozesses notwendig, um das Konkursverfahren zum Abschluss zu bringen.

### Winter 2007/08
27. Dezember 2007 – SCO wird endgültig vom Börsenhandel ausgeschlossen
- Nachdem die SCO-Group im September 2007 schon Insolvenz angemeldet hat, schließt der NASDAQ die SCO-Group nun endgültig vom Börsenhandel aus.

### Frühjahr 2008
3. April 2008 – SCO legt einen neuen Geschäftsplan vor
- Die unter dem US-amerikanischen Konkursrecht stehende SCO Group stellt ein Geschäftsmodell vor, das eine Trennung von Entwicklung/Produktion von der bisherigen SCO Group vorsieht. Somit sollen die bisher eingereichten Klagen bei der SCO Group verbleiben und die produktiven Tätigkeiten in einer selbstständigen und damit unabhängigen Gesellschaft gebündelt werden.

30. April 2008 – Novell will 19,9 Millionen von SCO
- Diese Summe ergibt sich, nach Meinung von Novell, aus Lizenzgeschäften von SCO mit Microsoft, Sun und anderen Unternehmen und sei somit von SCO an Novell zu zahlen.

19. Juni 2008 – Mehr Zeit für SCO
- Die SCO Group muss ihre Reorganisationspläne erst dann vorstellen, wenn das Gericht in der Auseinandersetzung ein Urteil über die Höhe des Summe gefällt hat, die SCO an Novell zahlen muss.

### Sommer 2008
17. Juli 2008 – SCO muss zahlen
- Das zuständige Gericht hat die SCO Group dazu verurteilt, 2.547.817 US-Dollar Lizenzgebühren an Novell zu zahlen.

### Herbst 2008
26. September 2008 – Prozess SCO vs. Autozone soll fortgeführt werden
- Das Gericht in Las Vegas hebt nach einer Eingabe von SCO die Aussetzung des Verfahrens, das mit einer Klage von SCO gegen Autozone im März 2004 gestartet wurde, zum 31. Dezember 2008 auf und ermöglicht somit eine Fortsetzung des Verfahrens ab Januar 2009.

20. November 2008 – Novell gewinnt Berufungsprozess gegen SCO
- Durch das abgeschlossene Verfahren steht fest, dass Novell die Copyright-Rechte an UNIX nicht veräußert hat, als es die UNIX-Entwicklung an SCO verkaufte. Damit stehen Novell Anteile an Einnahmen zu, die SCO in seinem Unix-Lizenzgeschäft erzielte.

25. November 2008 – SCO legt Berufung ein
- Das Softwareunternehmen SCO legt Berufung gegen das abschließende Gerichtsurteil ein, das im Prozess zwischen SCO und Novell um die Rechte an Unix verkündet wurde.

### Winter 2008/09
2. Januar 2009 – SCO versäumt Frist
- Das Softwareunternehmen SCO versäumt es, den vom Konkursgericht geforderten Geschäftsplan zur Neuorganisation und zu den Forderungen der Gläubiger vorzulegen.

### Frühjahr 2009
8. Mai 2009 – SCO steht vor dem Aus
- Die zuständige Konkursaufsicht beantragt eine Aufhebung des Gläubigerschutzes, um das noch vorhandene Vermögen an die Gläubiger auszuschütten. Als Grund führt die Konkursaufsicht an, dass keine vernünftige Aussicht besteht, dass die SCO Group einen geordneten und schuldenfreien Geschäftsbetrieb gewährleisten kann.

16. Juni 2009 – SCO präsentiert neuen Investor
- Buchstäblich in letzter Minute präsentiert die SCO Group einen neuen Investor, der mit frischem Kapital einsteigen will, damit alle Ansprüche der Gläubiger erfüllt werden.

### Sommer 2009
6. August 2009 – Konkursverwalter übernimmt SCO
- Nach dem Urteil des Konkursgerichts wird das bisherige SCO-Management abgelöst und ein bestellter Konkursverwalter führt die Geschäfte der SCO Group fort.

25. August 2009 – Neuaufnahme des Streits um das UNIX-Copyright
- Das Berufungsgericht bestätigte, dass die SCO Group 2,5 Millionen Dollar Lizenzgebühren an Novell zahlen muss. Allerdings sei die Frage, ob ein Verkauf der Unix-Distributionsrechte von Novell an SCO auch das Copyright an Unix einschließt, neu zu verhandeln.

26. August 2009 – Jurist zum Konkursverwalter von SCO ernannt

### Herbst 2009
16. Oktober 2009 – SCO-Konkursverwalter entlässt SCO-Chef Darl McBride

### Frühjahr 2010
30. März 2010 – Ein Geschworenengericht erklärt Novell und nicht SCO zum Inhaber des UNIX-Copyrights.
28. April 2010 – SCO fordert Aufhebung des Urteils oder neuen Prozess
- SCO erklärt, dass die Jury die Copyright-Frage, die durch den Vertrag mit Novell aufkam, falsch verstanden habe und fordert infolgedessen die Richterschaft dazu auf, das Urteil aufzuheben oder alternativ einen neuen Prozess einzuleiten.

10. Juni 2010 – Novell gewinnt, Fall geschlossen
- Bundesrichter Jack Stewart hat die Eingabe von SCO, einen neuen Prozess zu eröffnen, abgelehnt. Die vorausgegangene Entscheidung des Geschworenengerichts sei korrekt und nachvollziehbar, nach der Novell der Inhaber des UNIX-Copyrights sei. Der Fall ist damit laut Richter Jack Stewart abgeschlossen.

### Sommer 2011
31. August 2011 – Das wirkliche Ende vom Ende
- Das 10. Bundesgericht in Utah am Firmensitz von SCO hat das Urteil vom 10. Juni 2010 bestätigt. SCO hätte zwar die Möglichkeit Berufung einzulegen, aber nach Groklaw unwahrscheinlich.

### Frühjahr 2013
17. Juni 2013 – Wiederaufnahmeantrag gegen IBM
- Das US-Bundesbezirksgericht in Utah hat einem Wiederaufnahmeantrag von SCO bezüglich des 2007 abgeschlossenen Verfahrens gegen IBM stattgegeben. Laut Groklaw sind noch zwei Ansprüche zu verhandeln, die auch ohne die Rechte an UNIX weiter bestehen sollen. IBM hat die Möglichkeit eines Widerspruchs, um ein verkürztes Verfahren zu erreichen.

### Winter 2015/16
5. Februar 2016 – Etappensieg für IBM
- Der Richter David Nuffer hat in einem ersten Urteil IBM Recht gegeben. Im gemeinsamen Projekt Monterey von IBM und SCO, hätten beide Firmen auf eigenes Risiko und Interessen hin gearbeitet.

### Herbst 2017
30. Oktober 2017 – Wiederaufnahme des Verfahrens gegen IBM
- Vor dem 10. Berufungsgericht in Denver (Colorado) wurde einem Einspruch von SCO teilweise stattgegeben und der Fall an Richter Nuffer zurücküberwiesen. Es soll geklärt werden, ob IBM im Projekt Monterey eine Scheinversion veröffentlichte und damit SCO arglistig täuschte.

### Frühjahr 2021
1. April 2021 – Xinuos klagt gegen IBM und Red Hat
- Entgegen früherer Zusagen verklagt Xinuos IBM und Red Hat. Wie zuvor SCO fordert auch Xinuos Schadenersatz. Begründung: Es seien Urheberrechte und Antitrust-Bestimmungen verletzt worden. Der Kauf von Red Hat durch IBM habe der Schikane gegenüber Konsumenten, innovativen Konkurrenten und Innovation im Allgemeinen gedient. Zudem seien OpenServer und Unixware bis 2008 Marktführer bei Unix-Systemen gewesen. Xinuos sei mit illegalen Methoden vom Markt gedrängt worden. Kritiker sehen diese Vorwürfe als ähnlich haltlos an, wie jene von SCO.

### Sommer 2021
26. August 2021 – Vergleich zwischen IBM und TSG
- Vor dem Insolvenzgericht für den Bezirk Delaware wird ein Vergleich zwischen IBM und TSG (ehemals SCO) geschlossen. IBM erklärt sich bereit, binnen fünf Tagen 14,25 Millionen US$ an TSG zu überweisen. Damit verzichtet TSG auf weitere Ansprüche gegen IBM.

### Herbst 2022
14. November 2022 – Prozess wird nach New York verlegt
- Xinuos will den Prozess gegen IBM und Red Hat vor einem Gericht auf den Amerikanischen Jungferninseln führen, da das Unternehmen seinen Sitz auf Saint Thomas hat. Nach Abwägung von verschiedenen Faktoren entscheidet das Gericht jedoch, dass das Verfahren am Bundesbezirksgericht für das südliche New York weitergeführt werden soll.

### Winter 2023/24
22. Januar 2024 – Teilerfolg für IBM
- Das Bundesbezirksgericht für das südliche New York urteilt (vorerst mündlich), dass IBM keine Urheberrechte von Xinuos verletzt hat. Unabhängig hiervon sollen allerdings die wettbewerbsrechtlichen Vorwürfe in einem Hauptverfahren, dann voraussichtlich mit Geschworenen, geklärt werden. Allerdings wurden die Vorwürfe der ungerechtfertigten Bereicherung sowie des unlauteren Wettbewerbs nicht zugelassen, sodass nur wettbewerbsrechtliche Verstöße nach US-Bundesrecht sowie Verstöße gegen das Antimonopolgesetz der Amerikanischen Jungferninseln übrig bleiben.